# Björktorp
Björktorp is een plaats in de gemeente Strängnäs in het landschap Södermanland en de provincie Södermanlands län in Zweden. De plaats heeft 113 inwoners (2005) en een oppervlakte van 58 hectare. De plaats ligt op een in het Mälarmeer gelegen eiland. Dit eiland is via het vasteland verbonden met bruggen. De plaats grenst direct aan het Mälarmeer en voor de rest bestaat de directe omgeving van de plaats uit zowel landbouwgrond als bos.